# Phtheirospermum parishii
Phtheirospermum parishii är en snyltrotsväxtart som beskrevs av Joseph Dalton Hooker. Phtheirospermum parishii ingår i släktet Phtheirospermum och familjen snyltrotsväxter. Inga underarter finns listade i Catalogue of Life.